# Maissana
Maissana là một đô thị ở tỉnh La Spezia trong vùng Liguria của Ý, có cự ly khoảng 50 km về phía đông của Genoa và khoảng 35 km về phía tây bắc của La Spezia. Tại thời điểm ngày 31 tháng 12 năm 2004, đô thị này có dân số 687 người và diện tích là 45,5 km².
Đô thị Maissana có các frazioni (các đơn vị dân cư cấp dưới, chủ yếu là các làng) Campore, Cembrano, Chiama, Colli, Disconesi, Ossegna, Salterana, Santa Maria, Tavarone, và Torza.
Maissana giáp các đô thị sau: Carro, Casarza Ligure, Castiglione Chiavarese, Ne, Varese Ligure.